# Acrolepiopsis infundibulosa
Acrolepiopsis infundibulosa é uma espécie de insetos lepidópteros, mais especificamente de traças, pertencente à família Glyphipterigidae.
A autoridade científica da espécie é Gaedike & Karsholt, tendo sido descrita no ano de 2001.
Trata-se de uma espécie presente no território português.